# Jay Vine
Jay Vine (* 16. November 1995 in Townsville) ist ein australischer Radrennfahrer.

## Sportlicher Werdegang
Nachdem Vine 2019 in der Gesamtwertung der New Zealand Cycle Classic den dritten Rang belegt hatte, fuhr er im Jahr 2020 für das Nero-Continental-Team und wurde Gesamtfünfter der Herald Sun Tour.
Ende 2020 gewann Vine das Finale des Zwift-Academy-Programms, was ihn für einen Vertrag beim UCI ProTeam Alpecin-Fenix qualifizierte. In seinem ersten Jahr dort wurde er Gesamtzweiter der Türkei-Rundfahrt und bestritt mit der Vuelta a España seine erste Grand Tour, die er als 73. beendete und dabei einmal Dritter einer Bergetappe wurde.
Zu Jahresbeginn 2022 wurde Vine E-Cycling-Weltmeister. Im Jahresverlauf wiederholte er seinen zweiten Gesamtrang bei der Türkei-Rundfahrt und wurde ebenfalls Gesamtzweiter der Tour of Norway. Weiters gewann er die Bergwertung des Étoile de Bessèges. Sein erstes internationales Eliterennen gewann Vine bei der Vuelta a España 2022, als er im Schlussanstieg der 6. Etappe angriff. Anschließend gewann er auch die Bergankunft der 8. Etappe nachdem er die letzten Begleiter ca. 8 Kilometer vor dem Ziel attackierte. Vine musste die Rundfahrt als Führender der Bergwertung jedoch auf der 18. Etappe nach einem Sturz aufgeben.
Nach zwei Jahren löste er seinen Vertrag bei der belgische Alpecin-Fenix Mannschaft auf und wechselte zum UAE Team Emirates. Im Januar 2023 wurde er australischer Zeitfahrmeister und gewann anschließend die Gesamtwertung der Tour Down Under. Nachdem er die UAE Tour aufgrund einer Knieverletzung verlassen musste, gab er sein Comeback beim Giro d’Italia, den er auf dem 34. Gesamtrang beendete. Am Ende der Saison gab er die Vuelta a Espana nach einem Sturz auf der 6. Etappe auf, ehe er die siebte Etappe der Türkei-Rundfahrt mit einem Solo über 25 Kilometer für sich entschied.
Im Jahr 2024 gab er sein Saison Debüt bei der UAE Tour, die er bis zum letzten Etappentag anführte, ehe er die Gesamtführung bei der abschließenden Bergankunft auf den Jabel Hafeet abgeben musste und viel Zeit verlor. Nachdem er die Katalonien-Rundfahrt wegen Magenproblemen aufgab, wurde er bei der Baskenland-Rundfahrt in jenen Massensturz involviert, bei dem sich auch Jonas Vingegaard, Remco Evenepoel und Primož Roglič teils schwere Verletzungen zuzogen. Jay Vine erlitt mehrere Frakturen der Hals- und Brustwirbelsäule musste jedoch nicht operiert werden. Nachdem er für sieben Wochen eine Halskrause getragen hatte, konnte er wieder mit dem Training beginnen und meldete sich im August mit einem Etappensieg bei der Burgos-Rundfahrt zurück. Im Anschluss ging er bei der Vuelta a España an den Start, wo er nach seinem Ausscheiden im Jahr 2022 die Bergwertung für sich entschied. Am Ende der Saison ging Jay Vine für bei den Straßenradsport-Weltmeisterschaften von Zürich an den Start. Im Einzelzeitfahren lag er bis zur Hälfte der Renndistanz auf Medaillenkurs, ehe er in der finalen Abfahrt zu Sturz kam und von seinen Verletzungen gezeichnet den fünften Platz belegte. Drei Tage später sicherte er sich mit der australischen Nationalmannschaft die Goldmedaille in der Mixed-Staffel.
Zu Beginn der Saison 2025 musste er sich Einzelzeitfahren der australischen Meisterschaften nur Lucas Plapp geschlagen geben. Ende März gewann er zwei Etappen der Settimana Internazionale Coppi e Bartali und setzte sich auch in der Punktewertung der italienischen Rundfahrt durch. Im Mai feierte er einen Etappensieg bei der Tour de Romandie, die er auf dem dritten Gesamtrang beendete. Zudem sicherte er sich die Punktewertung des Etappenrennens.

## Erfolge

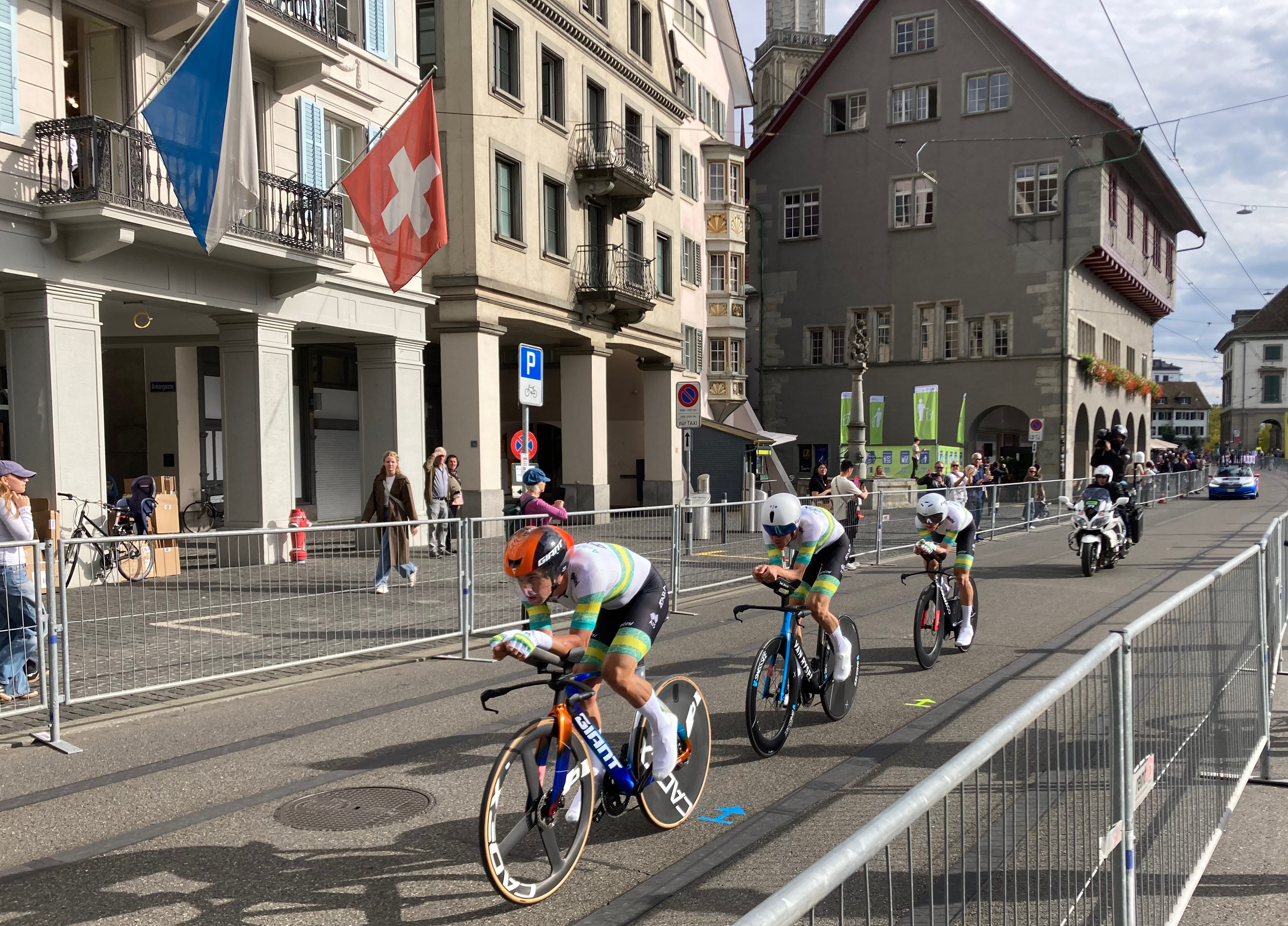
In Zürich wird Jay Vine (letzte Position) mit der australischen Nationalmannschaft Weltmeister in der Mixed-Staffel

2022
- Weltmeister – E-Cycling
- Bergwertung Étoile de Bessèges
- zwei Etappen Vuelta a España

2023
- Australischer Meister – Einzelzeitfahren
- Gesamtwertung Tour Down Under
- eine Etappe und Bergwertung Türkei-Rundfahrt

2024
- eine Etappe Burgos-Rundfahrt
- Bergwertung Vuelta a España
- Weltmeister – Mixed-Staffel

2025
- zwei Etappen und Punktewertung Settimana Internazionale Coppi e Bartali
- eine Etappe und Punktewertung Tour de Romandie

## Grand Tour-Platzierungen
| Grand Tour            | 2021 | 2022 | 2023 | 2024 | 2025 |
| --------------------- | ---- | ---- | ---- | ---- | ---- |
| Giro d’ItaliaGiro     | –    | –    | 34   | –    | DNF  |
| Tour de FranceTour    | –    | –    | –    | –    | –    |
| Vuelta a EspañaVuelta | 73   | DNF  | DNF  | 57   | …    |